# Arrondissement Valenciennes
Valenciennes is een arrondissement van het Franse Noorderdepartement in de regio Hauts-de-France. De onderprefectuur is Valenciennes.

## Kantons
Het arrondissement is na de reorganisatie van de kantonale indeling in Frankrijk van 2014-15 samengesteld uit de volgende kantons:
- Kanton Anzin
- Kanton Aulnoy-lez-Valenciennes
- Kanton Denain
- Kanton Marly
- Kanton Saint-Amand-les-Eaux
- Kanton Valenciennes

Het arrondissement was tot en met 2014 samengesteld uit de volgende kantons:
- Kanton Bouchain
- Kanton Condé-sur-l'Escaut
- Kanton Denain
- Kanton Saint-Amand-les-Eaux-Rive droite
- Kanton Saint-Amand-les-Eaux-Rive gauche
- Kanton Valenciennes-Est
- Kanton Valenciennes-Nord
- Kanton Valenciennes-Sud
- Kanton Anzin